# Gobius paganellus
Gobius paganellus, comummente conhecido como caboz-da-rocha, é uma espécie de peixe pequeno, pertencente à família dos Gobiídeos.

## Nomes comuns
Além de «caboz-da-rocha», esta espécie dá ainda pelos seguintes nomes comuns: caboz (não confundir com as diversas espécies de peixes teleósteos das famílias dos Bleniídeos, Batraquídeos e Gobiídeos, que também partilham este nome), peixe-escama e paganel.
Regionalmente, é ainda conhecido no arquipélago dos Açores como bochecha e joana e no arquipélago da Madeira como velha.
Em Cabo Verde, além de se conhecer pelos nomes caboz e peixe-escama, também dá pelo nome de alcaboz. Além disso, também pode ser conhecido, em crioulo cabo-verdiano, como marchova.

### Etimologia
Quanto ao nome científico desta espécie:
- O nome genérico, Gobius, provém do latim, gobius,[8] que por seu turno adveio do grego clássico κωβιός‎ e significa «caboz; peixe semelhante ao caboz».[9]

Quanto aos nomes comuns, o substantivo «caboz» entrou no português por via do provençal cabotz, que por seu turno adveio do latim vulgar capocĭu, étimo que significa «que tem a cabeça grande».

## Distribuição
Esta espécie marca presença na costa leste do oceano Atlântico, privilegiando as águas entre a Escócia e o Senegal e estendendo-se até às regiões macaronésicas dos arquipélagos das Canárias, Açores, Madeira e Cabo Verde.
Também se encontra no mares Mediterrâneo, Negro e Vermelho, podendo ocorrer no Oceano Índico no ensejo da migração lessepsiana.

### Portugal

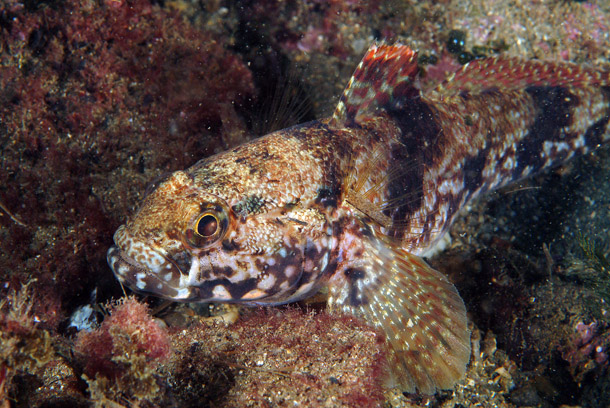
Fotografia de um caboz-das-rochas

Esta espécie encontra-se presente em Portugal, onde é uma espécie nativa. Além da sua presença nos arquipélagos dos Açores e da Madeira, também marca presença na costa continental portuguesa, nomeadamente no Litoral Norte, no Estuário do Sado, no Sudoeste Alentejano e na Costa Vicentina.

### Habitat
Trata-se de uma espécie predominantemente marinha, privilegiando por isso as zonas costeiras. No entanto, é capaz de entrar em águas salobras, pelo que também pode ser encontrada em áreas estuarinas.
Com efeitos, os espécimes adultos tendem a preferir as águas nas zonas entre-marés, onde encontram refúgio e protecção a coberto das plantas marinhas e dos rochedos.
O caboz-da-rocha  encontra-se amiúde a profundidades que não ultrapassam os 15 metros.

## Descrição
Os espécimes adultos costumam medir entre 6 e 7 centímetros, sendo que o espécime de maiores dimensões alguma vez registado chegou até aos 13,8 centímetros de comprimento total. O espécime mais longevo alguma vez registado chegou aos 10 anos.
Os cabozes-da-rocha, apresentam o corpo baixo, mais ou menos alongado, pouco deprimido. Caracterizam-se pelo pedúnculo caudal curto. Têm um diâmetro ocular pouco maior que o comprimento do focinho.

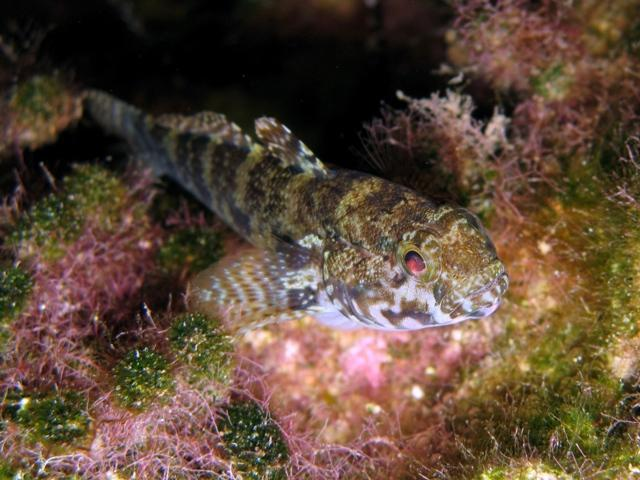
Caboz-da-rocha do Mediterrâneo, fotografado em Creta

As barbatanas dorsais estão separadas por um curto espaço, sendo que ambas apresentam uma altura semelhante e menor do que a altura do corpo. A primeira barbatana dorsal conta com 6 raios espinhosos, ao passo que a segunda conta com um único raio espinhoso e 14 raios moles.
Conta ainda com 1 espinho e 13 raios moles na barbatana traseira. As barbatanas peitorais são longas, dispondo de 5 raios superiores livres.
A dentição do caboz-da-rocha é simples, assentando numa fiada na maxila superior e em duas fiadas na maxila inferior.
No que toca às escamas, na linha lateral, geralmente conta com 50 a 53 escamas. Apresenta uma coloração dorsal que varia entre o castanho-escura e o castanho-esverdeada. Por sinal, o caboz-da-rocha não apresenta manchas negras nas extremidades de cada barbatana dorsal. Dos lados, exibe uma coloração amarelada, com manchas mais ou menos escuras.
Quanto ao ventre, é esbranquiçado.

### Comportamento
Alimenta-se essencialmente de pequenos invertebrados, como crustáceos e políquetas.
A sua época de reprodução ocorre entre os meses de Abril e Junho, sendo que é o macho quem cuida dos ovos, amiúde depositados pelas fêmeas, entre as rochas ou dentro de conchas de bivalves abandonadas.

## Uso humano
O caboz-da-rocha é muito utilizado como isco na Pesca artesanal de Arraias e Meros.

## Taxonomia
A autoridade científica da espécie é Linnaeus, tendo sido descrita no ano de 1758.

### Sinonímia
- Gobius albosignatus,
- G. bicolor,
- G.capito,
- G. capitonellus,
- G. melanopterus,
- G. nigellus,
- G.nigrofuscus,
- G. punctipinnis[1]